# 陳志泰
陳志泰（？—？），中國清朝官員，江蘇揚州府甘泉縣人。
康熙五十六年舉人。乾隆十四年由福建邵武府泰寧知縣調任台灣鳳山縣知縣。
為人少言正直，不苟言笑，公文必不假他人之手，嚴懲奸吏蠹役，百姓無等待案件之苦。在任三年，百姓未遭任何冤陷。後因積勞成疾逝世。